# Clinton (condado de Worcester)
Clinton es un lugar designado por el censo ubicado en el condado de Worcester en el estado estadounidense de Massachusetts. En el Censo de 2010 tenía una población de 7.389 habitantes y una densidad poblacional de 1.908,3 personas por km².

## Geografía
Clinton se encuentra ubicado en las coordenadas 42°25′8″N 71°41′11″O / 42.41889, -71.68639. Según la Oficina del Censo de los Estados Unidos, Clinton tiene una superficie total de 3.87 km², de la cual 3.86 km² corresponden a tierra firme y (0.2%) 0.01 km² es agua.

## Demografía
Según el censo de 2010, había 7.389 personas residiendo en Clinton. La densidad de población era de 1.908,3 hab./km². De los 7.389 habitantes, Clinton estaba compuesto por el 86.74% blancos, el 3.6% eran afroamericanos, el 0.39% eran amerindios, el 1.02% eran asiáticos, el 0.01% eran isleños del Pacífico, el 6% eran de otras razas y el 2.25% pertenecían a dos o más razas. Del total de la población el 15.02% eran hispanos o latinos de cualquier raza.